# Frontière entre Angaur et Peleliu
 (juillet 2025).
Motif : Pas de source, pas d'interwiki, notion de "frontière intérieure" plus que floue
- Archive Wikiwix
- Bing
- Cairn
- DuckDuckGo
- E. Universalis
- Gallica
- Google
- G. Books
- G. News
- G. Scholar
- Persée
- Qwant
- (zh) Baidu
- (ru) Yandex
- (wd) trouver des œuvres sur Wikidata

| 1. | Préciser le motif de la pose du bandeau. | Précisez le motif de la pose du bandeau en utilisant la syntaxe suivante : {{admissibilité à vérifier\|date=juillet 2025\|motif=remplacez ce texte par le motif}}                                      |
| 2. | Informer les utilisateurs concernés.     | Pensez à avertir le créateur de l'article, par exemple, en insérant le code ci-dessous sur sa page de discussion : {{subst:avertissement admissibilité à vérifier\|Frontière entre Angaur et Peleliu}} |

La frontière entre Angaur et Peleliu est une frontière intérieure des Palaos délimitant les États de Angaur et de Peleliu.
En 2021, elle partagent une politique commune de fermeture des frontières aux vols internationaux.

## Délimitations
La frontière traverse le passage d'Angaur.